# Caradrina hypoleuca
Caradrina hypoleuca là một loài bướm đêm trong họ Noctuidae.